# 정부기
정부기는 말 그대로 입법부. 행정부, 사법부 등 정부 기관에서 사용하는 별개의 국기이다. 대체로 기존의 국기 안에 국장을 넣어 쓰는 국기가 대부분이다. 그러나 일반 사람같은 경우에는 국장을 정확하게 그리기가 매우 어렵기 때문에 민간기를 만들어 사용한다.

## 정부기 목록

베네수엘라
볼리비아
코스타리카
페루

## 같이 보기
- 민간기